# 第55回全国高等学校野球選手権大会
第55回全国高等学校野球選手権大会（だい55かいぜんこくこうとうがっこうやきゅうせんしゅけんたいかい）は、1973年8月8日から8月22日までの14日間にわたり阪神甲子園球場で行われた全国高等学校野球選手権大会である。第55回記念大会として全国各都道府県の代表校48校（北海道は2校）で開催された。

## 代表校
| 地方大会 | 代表校     | 出場回数      |
| -------- | ---------- | ------------- |
| 北北海道 | 旭川竜谷   | 初出場        |
| 南北海道 | 札幌商     | 12年ぶり5回目 |
| 青森     | 青森商     | 初出場        |
| 岩手     | 盛岡三     | 初出場        |
| 秋田     | 秋田       | 7年ぶり14回目 |
| 山形     | 日大山形   | 5年ぶり3回目  |
| 宮城     | 仙台育英   | 9年ぶり3回目  |
| 福島     | 双葉       | 初出場        |
| 茨城     | 取手一     | 4年ぶり3回目  |
| 栃木     | 作新学院   | 9年ぶり4回目  |
| 群馬     | 前橋工     | 5年ぶり2回目  |
| 埼玉     | 川越工     | 4年ぶり2回目  |
| 山梨     | 甲府工     | 7年ぶり3回目  |
| 千葉     | 銚子商     | 2年ぶり7回目  |
| 東京     | 日大一     | 2年ぶり6回目  |
| 神奈川   | 藤沢商     | 初出場        |
| 長野     | 丸子実     | 2年連続3回目  |
| 新潟     | 糸魚川商工 | 2年連続2回目  |
| 富山     | 富山商     | 6年ぶり5回目  |
| 石川     | 金沢市工   | 13年ぶり2回目 |
| 福井     | 福井商     | 37年ぶり2回目 |
| 静岡     | 静岡       | 3年ぶり16回目 |
| 愛知     | 東邦       | 2年ぶり7回目  |
| 岐阜     | 中京商     | 初出場        |

| 地方大会 | 代表校     | 出場回数       |
| -------- | ---------- | -------------- |
| 三重     | 三重       | 4年ぶり4回目   |
| 滋賀     | 伊香       | 5年ぶり2回目   |
| 京都     | 京都商     | 8年ぶり6回目   |
| 奈良     | 天理       | 2年連続5回目   |
| 和歌山   | 箕島       | 3年ぶり2回目   |
| 大阪     | 北陽       | 7年ぶり2回目   |
| 兵庫     | 東洋大姫路 | 2年連続3回目   |
| 岡山     | 岡山東商   | 2年ぶり7回目   |
| 鳥取     | 鳥取西     | 15年ぶり18回目 |
| 広島     | 広島商     | 3年ぶり12回目  |
| 島根     | 浜田商     | 初出場         |
| 山口     | 萩商       | 初出場         |
| 香川     | 高松商     | 3年ぶり12回目  |
| 愛媛     | 今治西     | 2年ぶり4回目   |
| 徳島     | 鳴門工     | 初出場         |
| 高知     | 高知商     | 2年連続10回目  |
| 福岡     | 柳川商     | 10年ぶり2回目  |
| 佐賀     | 唐津商     | 3年ぶり2回目   |
| 長崎     | 海星       | 3年連続10回目  |
| 熊本     | 八代東     | 9年ぶり2回目   |
| 大分     | 日田林工   | 初出場         |
| 宮崎     | 高鍋       | 8年ぶり5回目   |
| 鹿児島   | 鹿児島実   | 7年ぶり3回目   |
| 沖縄     | 前原       | 初出場         |

## 試合結果

### 1回戦
8月8日
- 藤沢商 5 - 2 萩商
- 中京商 11 - 1 伊香
- 日大山形 2 - 1 鹿児島実
- 高鍋 3 - 0 金沢市工

8月9日
- 浜田商 1 - 0 甲府工
- 高松商 2x - 1 取手一（延長11回）
- 作新学院 2x - 1 柳川商（延長15回）
- 銚子商 1x - 0 岡山東商（延長12回）

8月10日
- 京都商 1 - 0 札幌商（延長11回）
- 今治西 7 - 1 日大一
- 天理 6 - 0 青森商
- 鳴門工 13 - 3 三重

8月11日
- 盛岡三 1x - 0 八代東（延長11回）
- 広島商 12 - 0 双葉
- 日田林工 1 - 0 糸魚川商工
- 丸子実 9 - 4 箕島

### 2回戦
8月12日
- 富山商 7 - 4 唐津商
- 福井商 8 - 0 前橋工
- 高知商 5 - 3 東邦
- 鳥取西 3 - 0 仙台育英

8月13日
- 北陽 1 - 0 秋田
- 旭川竜谷 3 - 2 東洋大姫路
- 静岡 10 - 0 海星
- 川越工 7 - 0 前原

8月14日
- 広島商 3 - 0 鳴門工
- 日田林工 3 - 0 浜田商
- 今治西 5 - 0 丸子実
- 高松商 1x - 0 京都商

8月16日
- 盛岡三 1 - 0 藤沢商
- 高鍋 4 - 1 日大山形
- 銚子商 1x - 0 作新学院（延長12回）

8月17日
- 天理 3 - 0 中京商

### 3回戦
- 川越工 7 - 2 福井商

8月18日
- 静岡 7 - 0 天理
- 高知商 2x - 1 盛岡三（延長14回）
- 銚子商 4 - 3 高松商

8月19日
- 今治西 3x - 0 旭川竜谷（延長10回）
- 北陽 1 - 0 高鍋
- 富山商 1 - 0 鳥取西
- 広島商 3 - 2 日田林工

### 準々決勝
8月20日
- 川越工 6 - 2 富山商
- 広島商 7 - 2 高知商
- 今治西 6 - 2 北陽
- 静岡 5 - 3 銚子商

### 準決勝
8月21日
- 静岡 6 - 0 今治西
- 広島商 7 - 0 川越工

### 決勝
8月22日
|        | 1 | 2 | 3 | 4 | 5 | 6 | 7 | 8 | 9  | R | H | E |
| ------ | - | - | - | - | - | - | - | - | -- | - | - | - |
| 静岡   | 0 | 0 | 0 | 0 | 0 | 1 | 0 | 1 | 0  | 2 | 8 | 1 |
| 広島商 | 2 | 0 | 0 | 0 | 0 | 0 | 0 | 0 | 1x | 3 | 8 | 0 |

1. （静）：秋本 - 水野
2. （広）：佃 - 達川
3. 審判
［球審］郷司
［塁審］国賀・三宅・山川
4. 試合時間：2時間15分

| 静岡 | 静岡   | 静岡            |
| 打順 | 守備   | 選手            |
| ---- | ------ | --------------- |
| 1    | [三]   | 永嶋滋之（3年） |
| 2    | [遊]   | 永野修司（3年） |
| 3    | [中]   | 植松精一（3年） |
| 4    | [捕]   | 水野彰夫（3年） |
| 5    | [左]   | 白鳥重治（3年） |
| 6    | [右]一 | 高橋秀宜（3年） |
| 7    | [一]   | 岸端隆（2年）   |
|      | 走右   | 森内吉男（3年） |
| 8    | [投]   | 秋本昌宏（2年） |
| 9    | [二]   | 野田真一（3年） |

| 広島商 | 広島商 | 広島商          |
| 打順   | 守備   | 選手            |
| ------ | ------ | --------------- |
| 1      | [三]   | 浜中清次（2年） |
| 2      | [左]中 | 田所康弘（3年） |
| 3      | [遊]   | 金光興二（3年） |
| 4      | [右]   | 楠原基（3年）   |
| 5      | [一]   | 町田昌照（2年） |
| 6      | [捕]   | 達川光男（3年） |
| 7      | [二]   | 川本幸生（2年） |
| 8      | [中]   | 大城登（3年）   |
|        | 打     | 田代秀康（3年） |
|        | 左     | 大利裕二（3年） |
| 9      | [投]   | 佃正樹（3年）   |

## 大会本塁打
1回戦
- 第1号：山北芳敬（中京商）
- 第2号：森田直樹（今治西）
- 第3号：金森道正（天理）
- 第4号：和木茂記（鳴門工）

2回戦
- 第5号：中山明（高知商）
- 第6号：鹿田和彦（旭川竜谷）
- 第7号：植松精一（静岡）
- 第8号：森田直樹（今治西）

3回戦
- 第9号：大谷敏夫（今治西）

準々決勝
- 第10号：達川光男（広島商）

## 記録
| 記録               | 選手名             | 対戦校        | 補足           |
| ------------------ | ------------------ | ------------- | -------------- |
| ノーヒットノーラン | 有田二三男（北陽） | 3回戦・対高鍋 | 大会史上17人目 |

## その他の主な出場選手
- 佐藤博正（札幌商）
- 青柳公也（取手一）
- 須藤聡明（取手一）
- 江川卓（作新学院）
- 小倉偉民（作新学院）
- 大橋康延（作新学院）
- 岩井美樹（銚子商）
- 土屋正勝（銚子商）
- 宮内英雄（銚子商）
- 渡辺司（日大一）
- 堀場秀孝（丸子実）
- 黒坂幸夫（糸魚川商工）

- 山倉和博（東邦）
- 平田恒雄（中京商）
- 原田末記（中京商）
- 高橋俊春（伊香）
- 佐藤清（天理）
- 慶元秀彦（北陽）
- 岡田彰布（北陽）
- 土居正史（岡山東商）
- 植上健治（高松商）
- 鹿取義隆（高知商）
- 渡辺麿史（日田林工）
- 定岡正二（鹿児島実）